# Villeneuve-sous-Dammartin
Pour les articles homonymes, voir Villeneuve.
Villeneuve-sous-Dammartin est une commune française située dans le département de Seine-et-Marne en région Île-de-France.

## Géographie

### Localisation
La commune est située à environ 40,2 kilomètres du centre de Paris, à l’extrémité nord-est de la région Ile-de-France, sur la partie septentrionale du département de Seine-et-Marne.

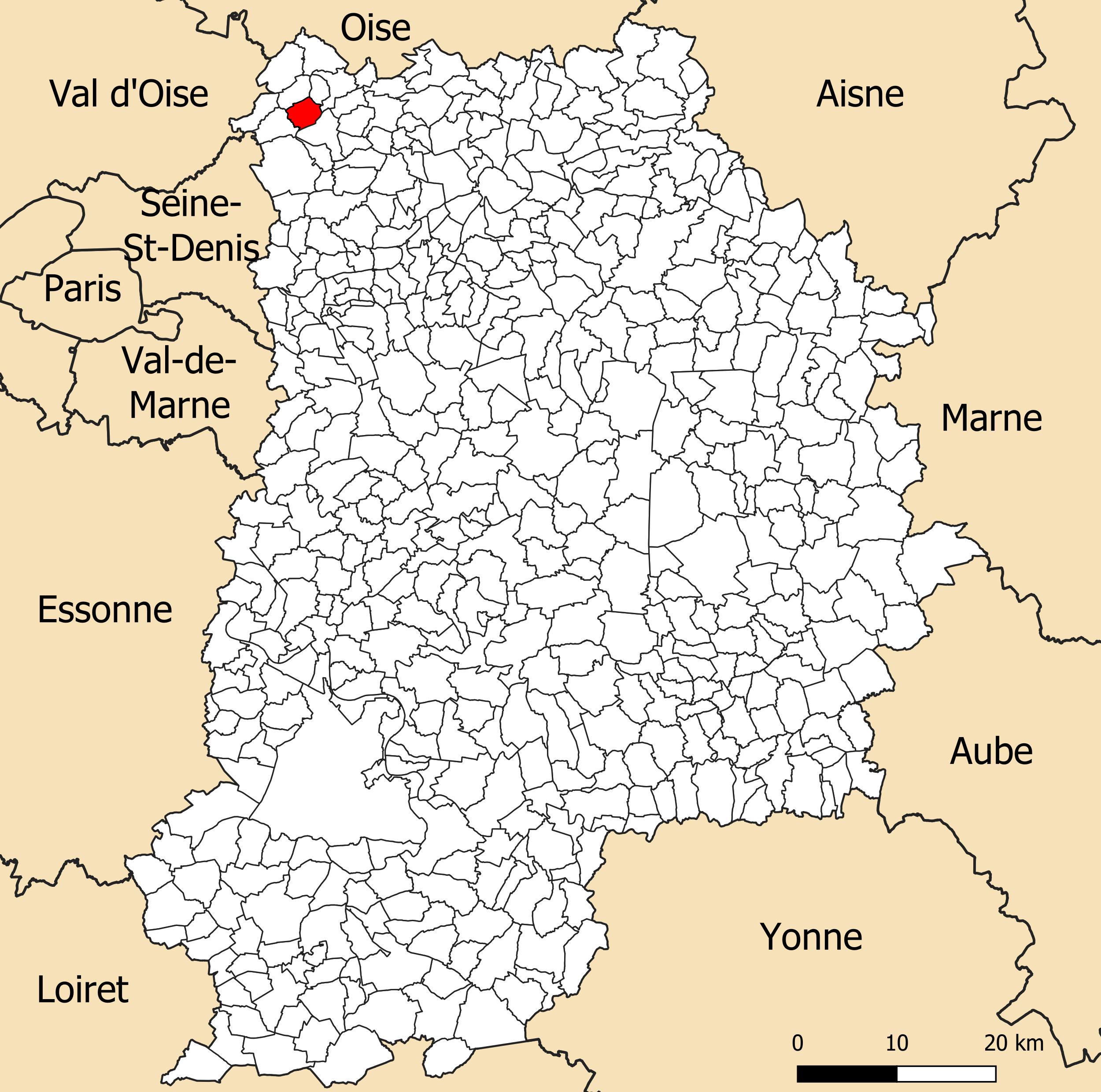
Localisation de la commune de Villeneuve-sous-Dammartin dans le département de Seine-et-Marne.

Elle est distante de 8,7 kilomètres de l'aéroport Charles-de-Gaulle et profite de sa sphère d'influence.

### Communes limitrophes
| Moussy-le-Vieux  | Longperrier               | Dammartin-en-Goële |
|                  | Villeneuve-sous-Dammartin |                    |
| Le Mesnil-Amelot |                           | Thieux             |

### Hydrographie
Le réseau hydrographique de la commune se compose de quatre cours d'eau référencés :
- la Biberonne, longue de 12,23 km[1], (principal affluent de la Beuvronne) dans laquelle s'écoule la majorité des rus prenant naissance au pied de la butte de Goële. Le mot Biberonne vient du latin "biber", qui siginifie "castor". Ce même mot latin est à l'origine du nom de son confluant "la Beuvronne". Du temps de l'occupation romaine de nombreux castors vivaient dans les cours d'eau et zones marécageuses de l'actuelle Île-de-France ;
  - un bras de la Biberonne, long de 1,61 km[2] ;
  - le ru de Thieux, 3,78 km[3], et ;
  - le fossé 01 du Moulin de Villeneuve, 2,42 km[4], affluents de la Biberonne.

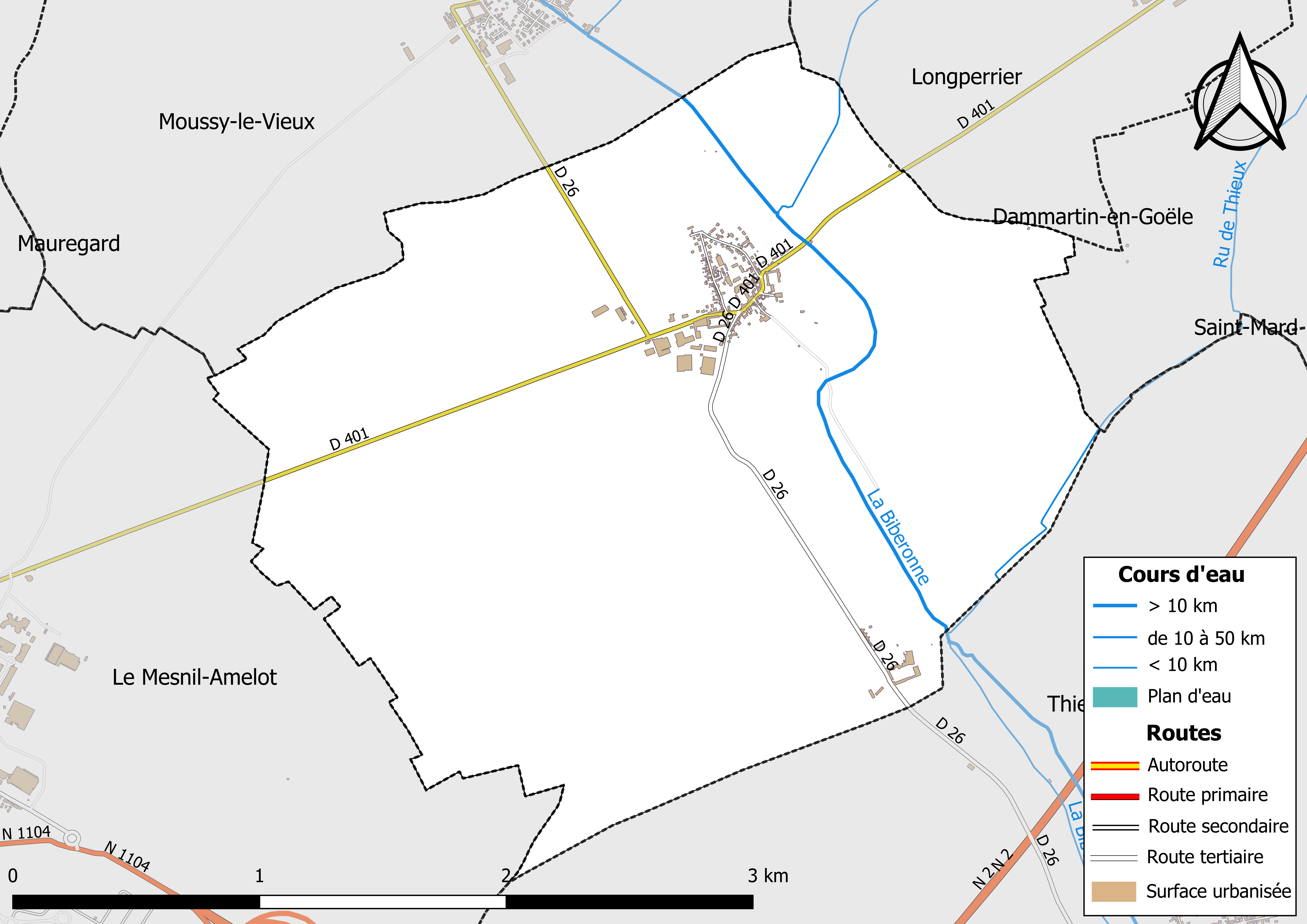
Carte des réseaux hydrographique et routier de Villeneuve-sous-Dammartin.

La longueur totale des cours d'eau sur la commune est de 4,59 km.

### Géologie et relief
Villeneuve-sous-Dammartin se situe au pied des monts de la Goële. L'altitude de la commune varie de 72 mètres à 116 mètres pour le point le plus haut, le centre du bourg se situant à environ 90 mètres d'altitude (mairie). Elle est classée en zone de sismicité 1, correspondant à une sismicité très faible.

### Climat
Pour des articles plus généraux, voir Climat de l'Île-de-France et Climat de Seine-et-Marne.
En 2010, le climat de la commune est de type climat océanique dégradé des plaines du Centre et du Nord, selon une étude du CNRS s'appuyant sur une série de données couvrant la période 1971-2000. En 2020, Météo-France publie une typologie des climats de la France métropolitaine dans laquelle la commune est exposée à un climat océanique altéré et est dans la région climatique Sud-ouest du bassin Parisien, caractérisée par une faible pluviométrie, notamment au printemps (120 à 150 mm) et un hiver froid (3,5 °C).
Pour la période 1971-2000, la température annuelle moyenne est de 10,9 °C, avec une amplitude thermique annuelle de 15,1 °C. Le cumul annuel moyen de précipitations est de 721 mm, avec 10,6 jours de précipitations en janvier et 8,1 jours en juillet. Pour la période 1991-2020, la température moyenne annuelle observée sur la station météorologique la plus proche, située sur la commune du Plessis-Belleville à 11 km à vol d'oiseau, est de 11,4 °C et le cumul annuel moyen de précipitations est de 661,7 mm,. Pour l'avenir, les paramètres climatiques de la commune estimés pour 2050 selon différents scénarios d'émission de gaz à effet de serre sont consultables sur un site dédié publié par Météo-France en novembre 2022.

### Milieux naturels et biodiversité
Aucun espace naturel présentant un intérêt patrimonial n'est recensé sur la commune dans l'inventaire national du patrimoine naturel,,.

## Urbanisme

### Typologie
Au 1er janvier 2024, Villeneuve-sous-Dammartin est catégorisée bourg rural, selon la nouvelle grille communale de densité à sept niveaux définie par l'Insee en 2022.
Elle est située hors unité urbaine. Par ailleurs la commune fait partie de l'aire d'attraction de Paris, dont elle est une commune de la couronne,. Cette aire regroupe 1 929 communes,.

### Lieux-dits et écarts
La commune compte 34 lieux-dits administratifs répertoriés consultables ici (source : le fichier Fantoir) dont Stains, hameau isolé au milieu de ses champs.

### Occupation des sols
L'occupation des sols de la commune, telle qu'elle ressort de la base de données européenne d’occupation biophysique des sols Corine Land Cover (CLC), est marquée par l'importance des territoires agricoles (71 % en 2018), en diminution par rapport à 1990 (88,2 %). La répartition détaillée en 2018 est la suivante : 
terres arables (71 %), mines, décharges et chantiers (17,2 %), forêts (8,5 %), zones urbanisées (3,3 %).
Parallèlement, L'Institut Paris Région, agence d'urbanisme de la région Île-de-France, a mis en place un inventaire numérique de l'occupation du sol de l'Île-de-France, dénommé le MOS (Mode d'occupation du sol), actualisé régulièrement depuis sa première édition en 1982. Réalisé à partir de photos aériennes, le Mos distingue les espaces naturels, agricoles et forestiers mais aussi les espaces urbains (habitat, infrastructures, équipements, activités économiques, etc.) selon une classification pouvant aller jusqu'à 81 postes, différente de celle de Corine Land Cover,,. L'Institut met également à disposition des outils permettant de visualiser par photo aérienne l'évolution de l'occupation des sols de la commune entre 1949 et 2018.

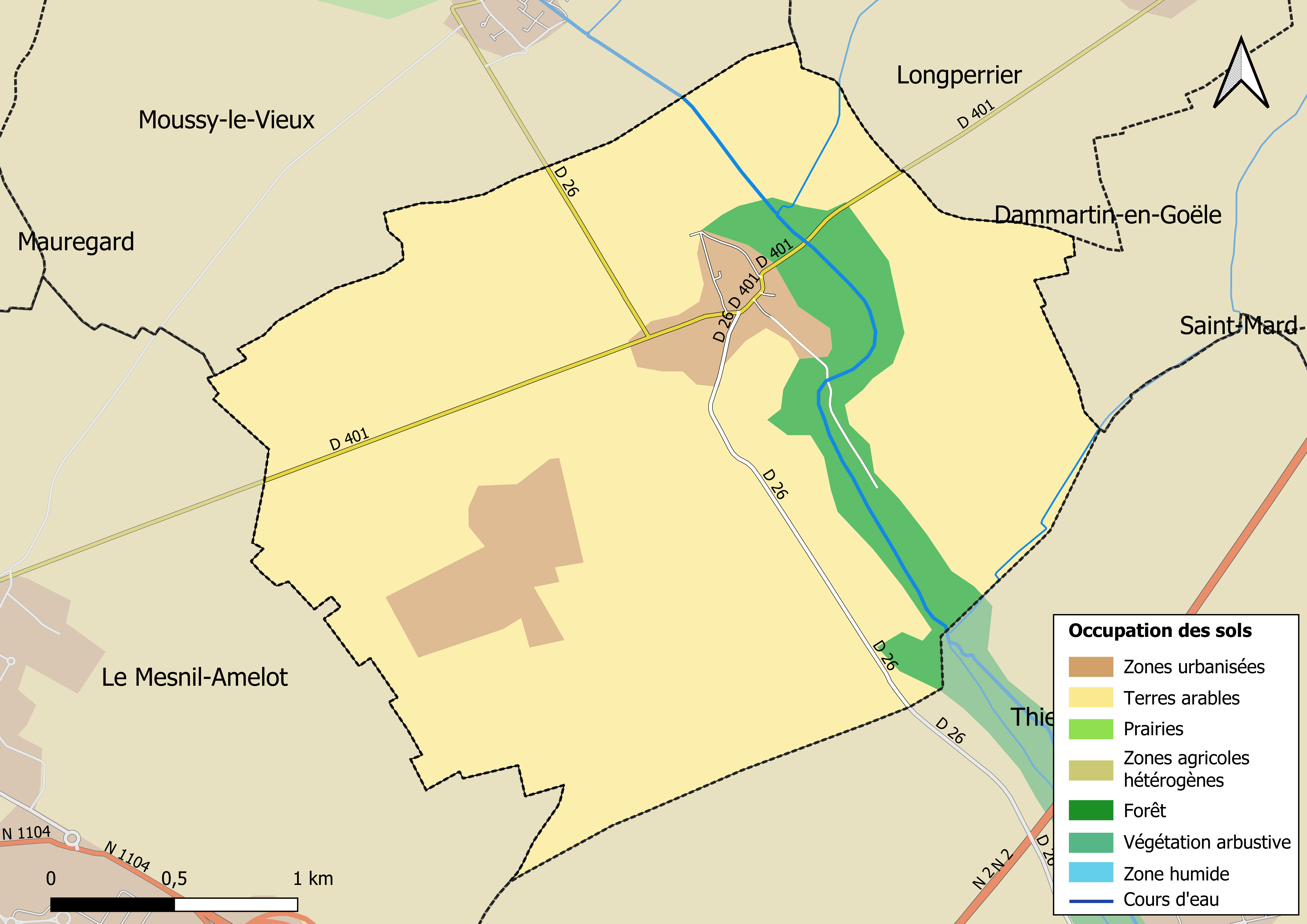
Carte des infrastructures et de l'occupation des sols en 2018 (CLC) de la commune.
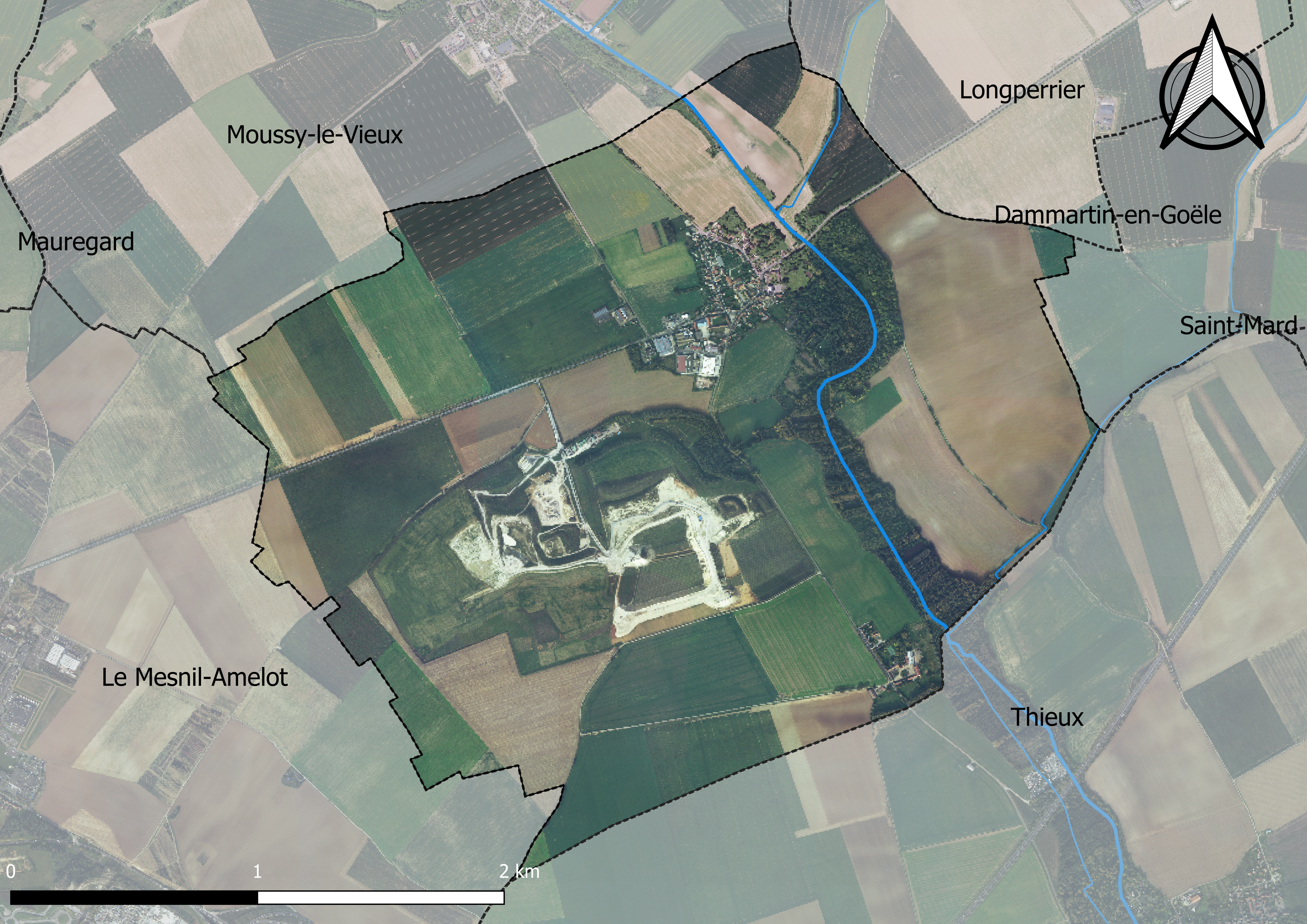
Carte orhophotogrammétrique de la commune.

### Planification
La loi SRU du 13 décembre 2000 a incité les communes à se regrouper au sein d’un établissement public, pour déterminer les partis d’aménagement de l’espace au sein d’un SCoT, un document d’orientation stratégique des politiques publiques à une grande échelle et à un horizon de 20 ans et s'imposant aux documents d'urbanisme locaux, les PLU (Plan local d'urbanisme). La commune est dans le territoire du SCOT Roissy Pays de France, approuvé le 19 décembre 2019 et porté par la communauté d’agglomération Roissy Pays de France.
La commune, en 2019, avait engagé l'élaboration d'un plan local d'urbanisme. Un plan local d'urbanisme intercommunal couvrant le territoire de la communauté de communes de la Bassée - Montois était en élaboration,.

### Logement
En 2016, le nombre total de logements dans la commune était de 291 dont 60,7 % de maisons et 39,1 % d’appartements.
Parmi ces logements, 87,2 % étaient des résidences principales, 3,3 % des résidences secondaires et 9,5 % des logements vacants.
La part des ménages fiscaux propriétaires de leur résidence principale s’élevait à 49,8 % contre 47,8 % de locataires,, dont 3,2 % de logements HLM loués vides (logements sociaux) et, 2,4 % logés gratuitement.

### Voies de communication et transports

#### Voies de communication
À mi-chemin entre Dammartin-en-Goële et Le Mesnil-Amelot, la D 401 traverse la rue principale du village (rue de Paris)

#### Transports
Des bus relient le village aux terminaux et gares RER et TGV de l'aéroport, situées à huit kilomètres environ. Sept lignes de bus au total traversent le village, dont trois lignes spécifiques pour les scolaires.
Pour améliorer l'accès des salariés non véhiculés à la plate-forme aéroportuaire, nécessitant une desserte 24h/24, un service de bus à la demande, « Filéo » ex-Allobus, a été mis en place, n'exigeant qu'une simple réservation téléphonique jusqu'à une heure à l'avance.

## Toponymie
Le nom de la localité est mentionné sous les formes Villanova en 1204 ; Villeneuve sous Dammartin en 1793.
De l'oïl ville et de l'adjectif féminin nova, « neuve ».
L'hagiotoponyme caché « Dammartin » viendrait de Domnus Martinus, le nom latin de saint Martin de Tours, qui évangélisa la région au IVe siècle.

## Histoire
Plusieurs millénaires d'occupation de lieux isolés sur le territoire sont attestés par les découvertes archéologiques, en particulier autour de la fontaine des Gallas.
- Le village implanté à l'ouest de la rivière Biberonne est cité dès 1138 et dans la charte d'affranchissement de 1204.
- Au XIIe siècle, le clergé ouvrit sous le nom de Villes neuves des asiles ou les serfs et les vagabonds devinrent propriétaires d'une parcelle assortie de la protection juridique la plus étendue (droit de bourgeoisie)

En l'année 1177, le pape Alexandre III fit au troisième concile du Latran une déclaration demeurée célèbre « Tous les chrétiens sont exempts de servitude.
Ce fut pour les habitants de ces villes nouvelles un solide point d'appui afin d'établir leurs affranchissements.
Dans le département de Seine-et-Marne, outre Villeneuve-sous-Dammartin, il existe cinq autres communes dont l'origine remonte à cette époque: Villeneuve-le-Comte, Villeneuve-Saint-Denis, Villeneuve-les-Bordes, Villeneuve-aux-Asnes (Brou-sur-Chantereine) et Villeneuve-sur-Bellot.
Dans la première moitié du XIIe siècle, les moines cisterciens de l'abbaye de Chaâlis (Oise), dotés par Louis VI et des seigneurs locaux, installent leur grange de Stains près des marais.
- En 1182, la seigneurie est double. Le fief de Villeneuve est à Josselin de Dammartin, vassal du comte, et Jean de Pomponne détient le fief dit de Chantilly, qui appartient en 1307 à Raoul de Chantilly puis est acquis par le comté à la suite d'un procès contre le comte de Dammartin en 1347. Unifiée, sous le nom de Chaversy, la seigneurie est vendue le 5 mai 1407 à Mme de La Roche-Guyon (Jeanne de La Roche-Guyon-Vaux ?) qui la cède trois ans plus tard à Jean de Fleury, secrétaire du roi. Son fils Gilles de Fleury lui succède, puis son gendre Jacques de Reilhac cède la seigneurie en échange à Antoine de Chabannes, comte de Dammartin, le 6 février 1468. Le 28 août 1501, Jean de Chabannes vend à Geoffroy de La Croix de Plancy, dont la petite-fille maternelle Isabeau Guillart, en épousant René Baillet, apporte la terre dans la maison Potier de Tresmes et de Gesvres (et Gesvres) (car sa fille Charlotte Baillet marie Louis Potier). Le 16 mars 1648 est signée la vente à François Petit de Ravannes, dont la petite-fille, Anne, épouse Paulin Pondre de Guermantes. Leur nièce, Élisabeth Louise de Malide, apporte Villeneuve le 14 septembre 1795 à son époux Timoléon de Cossé, futur neuvième duc de Brissac.
- Les marais communaux situés au fond du chemin des processions (actuelle rue des Tilleuls) étaient utilisés comme pâturages communs. En 1791, ils seront partagés entre les habitants. Les trois grandes fermes seront rachetées par leurs tenanciers.

À la Révolution, le château confisqué comme bien national. Il est acquis par Théodore Bernier, cultivateur à Stains (maire du village de 1809 à 1831) puis vendu à un ancien agent de change, M. Delauney-Lemière.
Offert en 1864 à Marguerite Bellanger par l'empereur Napoléon III.
Il est reconstruit à la fin du XIXe siècle par Maurice Hutin.
Transformé en école privée, il hébergea de 1961 à 1974 le centre Thomas-More de Roger Turgis.
Roger Turgis qui enseignait l'anglais au collège oratorien de Juilly, avait créé un organisme de "Séjours et cours de vacances en Angleterre" où les jeunes étaient encadrés par des adultes et hébergés dans des familles.
Maison de retraite jusqu'en 2004 Il est aujourd'hui le siège social du groupe ECT.
- Le village reste rural et sa population ne s'est accrue que de 40 % en deux-cents ans.

## Politique et administration
Villeneuve-sous-Dammartin fait partie de l’arrondissement de Meaux.

### Liste des maires
| Période       | Période   | Identité                | Étiquette | Qualité              |
| ------------- | --------- | ----------------------- | --------- | -------------------- |
| 1793          | 1809      | Honoré Bouchard         |           | Cultivateur          |
| 1809          | 1831      | Théodore Bernier        |           | Cultivateur          |
| 1831          | 1837      | Joseph Bouchard         |           | Cultivateur          |
| 1837          | 1856      | Antoine Bouchard        |           | Cultivateur          |
| 1856          | 1881      | Théodore Bernier        |           | Cultivateur          |
| 1882          | 1893      | Louis Alex Bouchard     |           | Cultivateur          |
| 1893          | 1897      | Edmond Anquetil         |           | cultivateur à Stains |
| 1897          | 1910      | Maurice Hutin           |           | Ingénieur            |
| 1910          | 1914      | Paul Boisseau           |           | Cultivateur          |
| 1914          | 1920      | Ferdinand Bordot        |           |                      |
| 1920          | 1929      | Georges Boisseau        |           | Cultivateur          |
| 1929          | 1935      | Louis Alex Pontleve     |           | Charron              |
| 1935          | 1937      | Marcel Fouillaux        |           |                      |
| 1937          | 1945      | Emile Gautier           |           | Cultivateur          |
| 1945          | 1951      | Abel Corroenne          |           | instituteur          |
| 1951          | 1977      | Gabriel Desplanques     |           | Cultivateur          |
| 1977          | 1984      | François Gibert         |           | postier              |
| 1985          | 1989      | Roger Margotteau        |           | Cultivateur          |
| 1989          | 1993      | Claude Hervy-Muscianese |           | Enseignante          |
| 1993          | 2008      | Jacques Briatte         |           | Chauffeur de bus     |
| 2008          | août 2019 | Gilles Chauffour        | UMP       | Cadre transport      |
| novembre 2019 | En cours  | Isabelle Gautier        |           | Cultivatrice         |

### Finances locales
Villeneuve-sous-Dammartin est l'une des communes de France les plus endettées dans sa catégorie des communes de 500 à 2 000 habitants.

## Équipements et services

### Eau et assainissement
L’organisation de la distribution de l’eau potable, de la collecte et du traitement des eaux usées et pluviales relève des communes. La loi NOTRe de 2015 a accru le rôle des EPCI à fiscalité propre en leur transférant cette compétence. Ce transfert devait en principe être effectif au 1er janvier 2020, mais la loi Ferrand-Fesneau du 3 août 2018 a introduit la possibilité d’un report de ce transfert au 1er janvier 2026,.

#### Assainissement des eaux usées
En 2020, la gestion du service d'assainissement collectif de la commune de Villeneuve-sous-Dammartin est assurée par la Communauté d'agglomération Roissy Pays de France pour la collecte, le transport et la dépollution. Ce service est géré en délégation par une entreprise privée, dont le contrat arrive à échéance le 30 juin 2020,,.
L’assainissement non collectif (ANC) désigne les installations individuelles de traitement des eaux domestiques qui ne sont pas desservies par un réseau public de collecte des eaux usées et qui doivent en conséquence traiter elles-mêmes leurs eaux usées avant de les rejeter dans le milieu naturel. La Communauté d'agglomération Roissy Pays de France assure pour le compte de la commune le service public d'assainissement non collectif (SPANC), qui a pour mission de vérifier la bonne exécution des travaux de réalisation et de réhabilitation, ainsi que le bon fonctionnement et l’entretien des installations,.

#### Eau potable
En 2020, l'alimentation en eau potable est assurée par le SMAEP de la Goële qui en a délégué la gestion à l'entreprise Veolia, dont le contrat expire le 31 décembre 2021,,.

## Population et société
D'un village essentiellement agricole, Villeneuve s'est transformé en trois décennies, depuis la construction de l'aéroport, en une petite commune d'employés et d'ouvriers, majoritairement salariés de la plate-forme aéroportuaire.

### Démographie

#### Évolution démographique
L'évolution du nombre d'habitants est connue à travers les recensements de la population effectués dans la commune depuis 1793. Pour les communes de moins de 10 000 habitants, une enquête de recensement portant sur toute la population est réalisée tous les cinq ans, les populations de référence des années intermédiaires étant quant à elles estimées par interpolation ou extrapolation. Pour la commune, le premier recensement exhaustif entrant dans le cadre du nouveau dispositif a été réalisé en 2007.

En 2022, la commune comptait 612 habitants, en évolution de −5,56 % par rapport à 2016 (Seine-et-Marne : +3,92 %, France hors Mayotte : +2,11 %).
| 1793 | 1800 | 1806 | 1821 | 1831 | 1836 | 1841 | 1846 | 1851 |
| ---- | ---- | ---- | ---- | ---- | ---- | ---- | ---- | ---- |
| 421  | 414  | 400  | 374  | 374  | 413  | 413  | 420  | 384  |

| 1856 | 1861 | 1866 | 1872 | 1876 | 1881 | 1886 | 1891 | 1896 |
| ---- | ---- | ---- | ---- | ---- | ---- | ---- | ---- | ---- |
| 387  | 389  | 418  | 397  | 404  | 413  | 413  | 414  | 422  |

| 1901 | 1906 | 1911 | 1921 | 1926 | 1931 | 1936 | 1946 | 1954 |
| ---- | ---- | ---- | ---- | ---- | ---- | ---- | ---- | ---- |
| 399  | 396  | 345  | 320  | 366  | 372  | 360  | 289  | 351  |

| 1962 | 1968 | 1975 | 1982 | 1990 | 1999 | 2006 | 2007 | 2012 |
| ---- | ---- | ---- | ---- | ---- | ---- | ---- | ---- | ---- |
| 310  | 299  | 298  | 277  | 413  | 534  | 600  | 609  | 646  |

| 2017 | 2022 | - | - | - | - | - | - | - |
| ---- | ---- | - | - | - | - | - | - | - |
| 641  | 612  | - | - | - | - | - | - | - |

#### Pyramide des âges
La population de la commune est relativement jeune.
En 2018, le taux de personnes d'un âge inférieur à 30 ans s'élève à 46,9 %, soit au-dessus de la moyenne départementale (39,6 %). À l'inverse, le taux de personnes d'âge supérieur à 60 ans est de 9,8 % la même année, alors qu'il est de 19,9 % au niveau départemental.
En 2018, la commune comptait 324 hommes pour 319 femmes, soit un taux de 50,39 % d'hommes, légèrement supérieur au taux départemental (48,69 %).
Les pyramides des âges de la commune et du département s'établissent comme suit.
| Hommes | Classe d’âge | Femmes |
| ------ | ------------ | ------ |
| 0,0    | 90 ou +      | 0,6    |
| 0,3    | 75-89 ans    | 2,5    |
| 9,6    | 60-74 ans    | 6,6    |
| 21,0   | 45-59 ans    | 19,2   |
| 22,9   | 30-44 ans    | 23,6   |
| 21,0   | 15-29 ans    | 23,6   |
| 25,1   | 0-14 ans     | 24,0   |

| Hommes | Classe d’âge | Femmes |
| ------ | ------------ | ------ |
| 0,4    | 90 ou +      | 1,2    |
| 4,9    | 75-89 ans    | 6,5    |
| 13,6   | 60-74 ans    | 14,3   |
| 20,2   | 45-59 ans    | 19,8   |
| 20,1   | 30-44 ans    | 20,6   |
| 19,2   | 15-29 ans    | 17,9   |
| 21,7   | 0-14 ans     | 19,7   |

### Manifestations culturelles et festivités
À la fin du XIXe siècle, il existait déjà une activité sportive : un cercle de tir à l'arc
XXe siècle
- Deux associations existaient dans le village :
L'ASV, association sportive villeneuvoise continue ses activités
L'ASL, association sport et loisirs a été dissoute en 2009
- Un comité des fêtes est en cours de création
- Fête communale et brocante le troisième weekend de septembre

### Enseignement
Villeneuve-sous-Dammartin est située dans l'académie de Créteil.

#### Établissements scolaires
La commune administre une classe maternelle et deux classes élémentaires communales.
La commune est sectorisée sur le collège de Saint-Mard et lycée Charles-de-Gaulle de Longperrier.
Le collège de Juilly établissement privé sous contrat situé à 5 km dans la commune de Juilly, comprenait une école maternelle, une école primaire, un collège et un lycée.

## Économie

### Revenus de la population et fiscalité
En 2018, le nombre de ménages fiscaux de la commune était de 238, représentant 611 personnes et la  médiane du revenu disponible par unité de consommation  de 20 800 euros.

### Emploi
En 2017 , le nombre total d’emplois dans la zone était de 350, occupant 325 actifs  résidants.
Le taux d'activité de la population (actifs ayant un emploi) âgée de 15 à 64 ans s'élevait à 71,9 % contre un taux de chômage de 8,8 %.
Les 19,2 % d’inactifs se répartissent de la façon suivante : 10,2 % d’étudiants et stagiaires non rémunérés, 4,2 % de retraités ou préretraités et 4,9 % pour les autres inactifs.

### Secteurs d'activité

#### Entreprises et commerces
En 2018, le nombre d'établissements actifs était de 58 dont 14 dans l’industrie manufacturière, industries extractives et autres, 4 dans la construction, 26 dans le commerce de gros et de détail, transports, hébergement et restauration, 3 dans les activités financières et d'assurance, 3 dans les activités immobilières, 6 dans les activités spécialisées, scientifiques et techniques et activités de services administratifs et de soutien, et 2  étaient relatifs aux autres activités de services.
En 2019, 12 entreprises ont été créées sur le territoire de la commune, dont 10 individuelles.
Au 1er janvier 2021, la commune ne disposait pas d’hôtel et de terrain de camping.
- Villeneuve possède une boulangerie, deux restaurants, un centre de contrôle technique automobile et une station services-garage TOTAL.

Toutefois, la proximité des communes de Longperrier, Dammartin-en-Goële, les centres commerciaux régionaux les sentiers à Claye-Souilly (12 km) et Aéroville (7 km) permet de disposer de tous les services et commerces nécessaires.
- Le siège social d'ECT (leader national du stockage des déchets et matériaux inertes, et de l’aménagement paysager) est situé sur la commune.

Proche de Roissy CDG la zone artisanale du jeu de paume accueille de nombreuses entreprises liées à l'aéroportuaire.
La commune est aisément accessible par voie routière, à 25 kilomètres de Paris, par l'autoroute du Nord (Paris, Porte de la Chapelle - Lille), l'autoroute A3 (Paris, Porte de Bagnolet - Paris-Nord 2 - aéroport Paris-Charles-de-Gaulle), la route nationale 17 située à l'ouest, ou la Francilienne qui contourne le village et l'aéroport par le nord.

#### Agriculture
Villeneuve-sous-Dammartin est dans la petite région agricole dénommée la « Goële et Multien », regroupant deux petites régions naturelles, respectivement la Goële et le pays de Meaux (Multien). En 2010, l'orientation technico-économique de l'agriculture sur la commune est diverses cultures (hors céréales et oléoprotéagineux, fleurs et fruits).
Si la productivité agricole de la Seine-et-Marne se situe dans le peloton de tête des départements français, le département enregistre un double phénomène de disparition des terres cultivables (près de 2 000 ha par an dans les années 1980, moins dans les années 2000) et de réduction d'environ 30 % du nombre d'agriculteurs dans les années 2010. Cette tendance se retrouve au niveau de la commune où le nombre d’exploitations est passé de 6 en 1988 à 3 en 2010. Parallèlement, la taille de ces exploitations augmente, passant de 174 ha en 1988 à 231 ha en 2010.
Le tableau ci-dessous présente les principales caractéristiques des exploitations agricoles de Villeneuve-sous-Dammartin, observées sur une période de 22 ans : 
|                                      | 1988  | 2000 | 2010 |
| ------------------------------------ | ----- | ---- | ---- |
| Dimension économique,                |       |      |      |
| Nombre d’exploitations (u)           | 6     | 4    | 3    |
| Travail (UTA)                        | 18    | 10   | 6    |
| Surface agricole utilisée (ha)       | 1 042 | 891  | 694  |
| Cultures                             |       |      |      |
| Terres labourables (ha)              | 998   | 890  | 694  |
| Céréales (ha)                        | 567   | 507  | s    |
| dont blé tendre (ha)                 | 410   | 448  | 374  |
| dont maïs-grain et maïs-semence (ha) | 140   | s    |      |
| Tournesol (ha)                       | 32    |      |      |
| Colza et navette (ha)                | s     | 75   | s    |
| Élevage                              |       |      |      |
| Cheptel (UGBTA)                      | 42    | 0    | 0    |

## Culture locale et patrimoine

### Patrimoine religieux

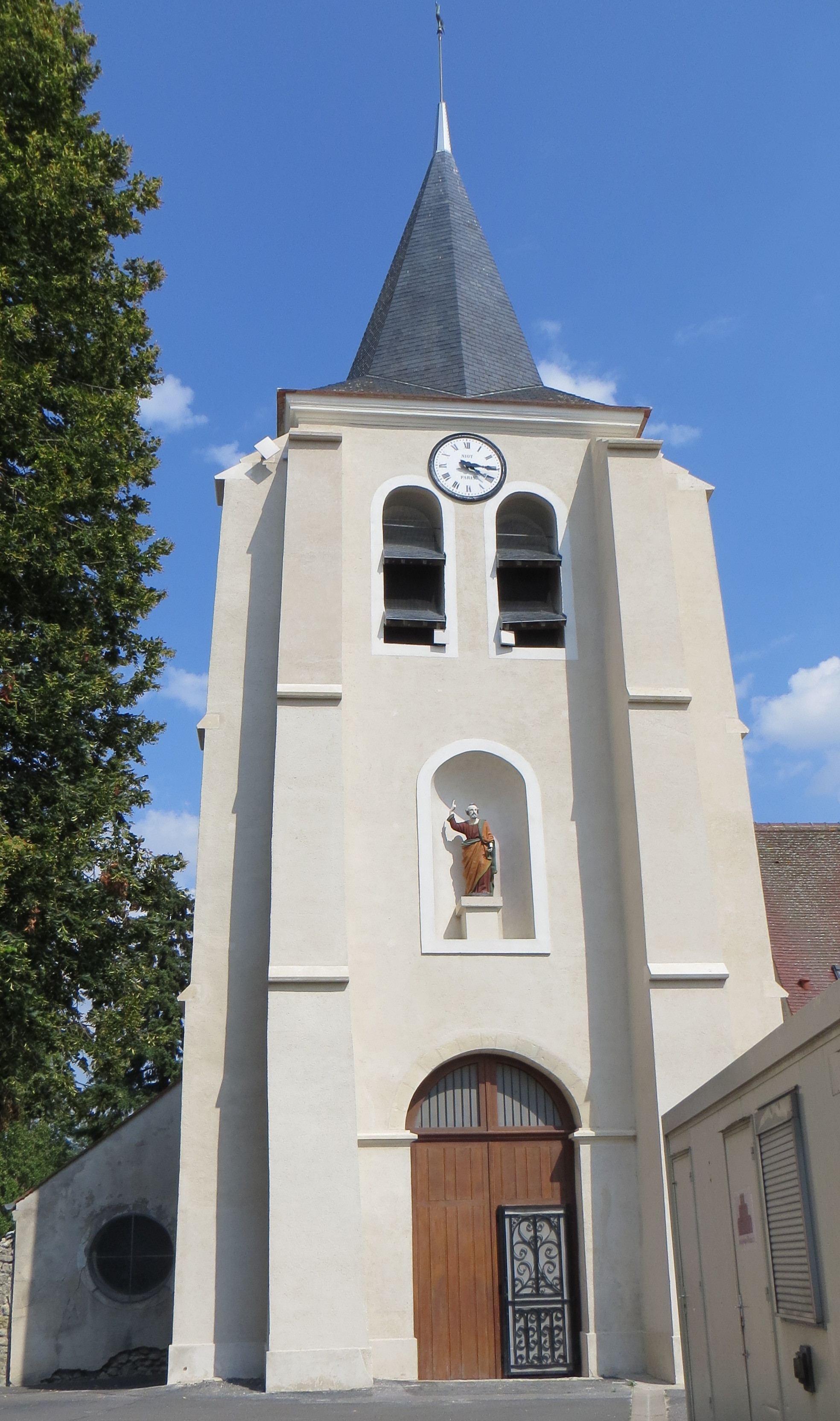
Portail de l'église. - Cloche de l'église sonnant la demie : Fichier:Villeneuve-sous-Dammartin - Cloche de l'église Saint-Pierre-et-Saint-Paul.ogg

#### Église Saint-Pierre-et-Saint-Paul
Contiguë au château dont elle a sans doute constitué la chapelle, l'église date dans sa majeure partie du XVIe siècle. Le niveau du sol est situé en contrebas de celui de la rue. La façade en est simple et le portail est surmonté d'une statue de saint Pierre en pierre polychrome.
Quelques chapiteaux aux décors variés, dont le style rappelle celui du XIIe siècle, ne sont probablement qu'imités de l'art roman. Messe le premier dimanche de chaque mois.
- Dans l'église : trois pierres tombales du XVIe siècle classées a l'inventaire des monuments historiques.

Liste d'objets classés
- dalle funéraire de Laurent Boucheron  procureur fiscal, mort en 1680, et de Nicole Papellart, sa femme qui fait l’objet d’un classement au titre objet des monuments historiques depuis le 6 octobre 1972[55].
- dalle funéraire de Jean de Boullongne  procureur fiscal, mort en 1621 qui fait l’objet d’un classement au titre objet des monuments historiques depuis le 29 décembre 1906[56].
- dalle funéraire de Charles Guillart  évêque de Châlons, mort en 1573 qui fait l’objet d’un classement au titre objet des monuments historiques depuis le 31 octobre 1905[57].
- statue : Christ aux liens  3e quart XVIIe siècle 1655 qui fait l’objet d’un classement au titre objet des monuments historiques depuis le 29 décembre 1906[58].

### Lieux et monuments
- Château
- Le parc du château avec son jardin d'agrément et sa pièce d'eau avec île artificielle, époque de construction XVIIe siècle et XIXe siècle, repéré par le pré-inventaire des jardins remarquables[59] (propriété privée).
- Les marais (espace boisés classés).
- Le cimetière : quelques tombes anciennes intéressantes, caveau de la famille de Cossé-Brissac. Tombe bazelaire : sépulture maçonnique.
- Le 7 septembre 1914 le premier contingent de taxis de la Marne, sous la conduite du lieutenant Lefas, stationnera toute la journée sur le bord de la nationale 2 entre le Mesnil-Amelot et Villeneuve-sous-Dammartin.
- Le tracé historique de la route nationale 2 passait par Villeneuve-sous-Dammartin.

La RN 2 a été modifiée entre Le Bourget et Dammartin-en-Goële au début des années 1970, en raison de la création de l'aéroport Charles-de-Gaulle.
Le tronçon de l'ex-RN2 traversant Villeneuve fut alors déclassé en RD 401 en Seine-et-Marne..

### Personnalités liées à la commune
- Jean de Fleury, seigneur de Villeneuve, secrétaire de Charles VII en 1425.
- Jacques de Reilhac (.....- 11/1471) : marié à Jeanne de Fleury, dame de Villeneuve-sous-Dammartin, seigneur de Villeneuve, conseiller, secrétaire, maître des comptes, général des finances et ambassadeur des rois Charles VII, Louis XI et Charles VIII entre 1458 et 1471.
- Charles Guillart, évêque de Chalons et de Chartres au XVIe siècle mort à Villeneuve le 22 février 1573 (pierre tumulaire dans l'église).
- Famille de Cossé-Brissac.
- Augustin Marie Paul Pétronille « Timoléon » de Cossé-Brissac[60] (3 janvier 1775 - 8 avril 1848) : 8e duc de Brissac, pair de France, baron de l'Empire, commandeur de la Légion d'honneur, conseiller général de Maine-et-Loire (en 1802), préfet de Marengo (1809) puis de la Côte-d'Or, ministre d'État.
- Jean-Baptiste Pallyart (1740- 3 septembre 1818), curé de Villeneuve-sous- Dammartin avant la Révolution, il fut nommé en 1803 chanoine honoraire de Paris[61].
- Antoine Jean Beauvisage (1786-1836), humaniste, entrepreneur et manufacturier - homme d’affaires, décédé le 25 mai 1836 à Villeneuve, enterré au cimetière du Père-Lachaise.
- Marguerite Bellanger (1838-1886), Née Julie Lebœuf, comédienne, elle est connue comme amie de l'empereur Napoléon III au début des années 1860. Propriétaire du château, elle y meurt le 23 novembre 1886.
- Maurice Hutin (1858-1910), ingénieur des ponts et chaussées, chevalier de la Légion d'honneur, second directeur des travaux du canal de Panama avant d'être contraint de rentrer en France pour des problèmes de santé, président de la Société nouvelle du canal. Maire du village de 1897 à 1910.
- Marcel Mennesson (1884-1976), fondateur de la société Solex et inventeur du cyclomoteur y est né.
- Paul Poupard (1930), prêtre paroissial lorsqu'il enseignait les lettres au cours Bautain à Juilly.

### Héraldique
| Armes de Villeneuve-sous-Dammartin | Elles peuvent se blasonner ainsi aujourd’hui : De sinople à la gerbe de blé d'or; à la bordure empierrée d'argent et maçonnée de sable. |